# Cold Blood Messiah
Cold Blood Messiah – czwarty album studyjny polskiej grupy blackmetalowej Hermh. Wydawnictwo ukazało się w Polsce 17 listopada 2008 roku nakładem wytwórni muzycznej Mystic Production. Nagrania zostały zrealizowane w białostockim Hertz Studio we współpracy z producentami muzycznymi Wojciechem i Sławomirem Wiesławskimi. Ponadto w studiu zespołowi towarzyszył trzydziestoosobowy chór. W ramach promocji do utworu „Hairesis” firma Inbornmedia zrealizowała teledysk. W obrazie gościnnie wystąpił syn Bartłomieja Krysiuka - Mateusz.

## Lista utworów
Źródło.
CD
1. „Hairesis” (Bart, Maar, Socaris) - 05:23
2. „Instrumentum Diaboli” (Bart, Maar, Socaris) - 04:14
3. „Eyes of the Blind Lamb” (Bart, Maar, Socaris) - 05:21
4. „Lord Shall Be Revealed” (Bart, Maar, Socaris) - 04:22
5. „I Bring You Fear” (Bart, Maar, Socaris) - 03:57
6. „Sin Is The Law” (Bart, Maar, Socaris) - 04:36
7. „Gnosis” (Bart, Maar, Socaris) - 01:25
8. „Who Can Be Against Us” (Bart, Maar, Socaris) - 04:20
9. „In My Flesh I See God” (Bart, Maar, Socaris) - 05:11

Bonus DVD
1. Making Of Cold Blood Messiah
2. Band Interviews
3. Videoclip „Hairesis”)
4. Making Of Videoclip („Hairesis”)
5. Videoclip`s Trailer („Hairesis”)

## Twórcy
| - Bartłomiej „Bart” Krysiuk – wokal prowadzący - Tomasz „Hal” Halicki – gitara basowa - Adam „Socaris” Wasilewski – gitara rytmiczna, gitara prowadząca, gitara akustyczna - Marek „Maar” Przybyłowski – gitara rytmiczna, gitara prowadząca, gitara akustyczna - Konrad „Zuber” Zubrzycki – perkusja | - Marek Papaj – sesyjnie instrumenty klawiszowe - Grzegorz „Ghaez” Wasiak – sesyjnie syntezatory (utwór 4) - Wojciech Wiesławski – inżynieria dźwięku, miksowanie, mastering - Sławomir Wiesławski – inżynieria dźwięku, miksowanie, mastering - Agnieszka Krysiuk – zdjęcia |